# Port lotniczy Essen-Mülheim
Port lotniczy Essen-Mülheim (IATA: ESS, ICAO: EDLE) – port lotniczy położony 8 km na południowy zachód od Essen i 5 km na południowy wschód od Mülheim an der Ruhr, w kraju związkowym Nadrenia Północna-Westfalia, w Niemczech.